# Pătârș, Arad
Pătârș (sau română 1924: Petărș) este un sat în comuna Ususău din județul Arad, Banat, România.

## Localizare
Este o localitate situată la sud de orașul Lipova

## Legături externe

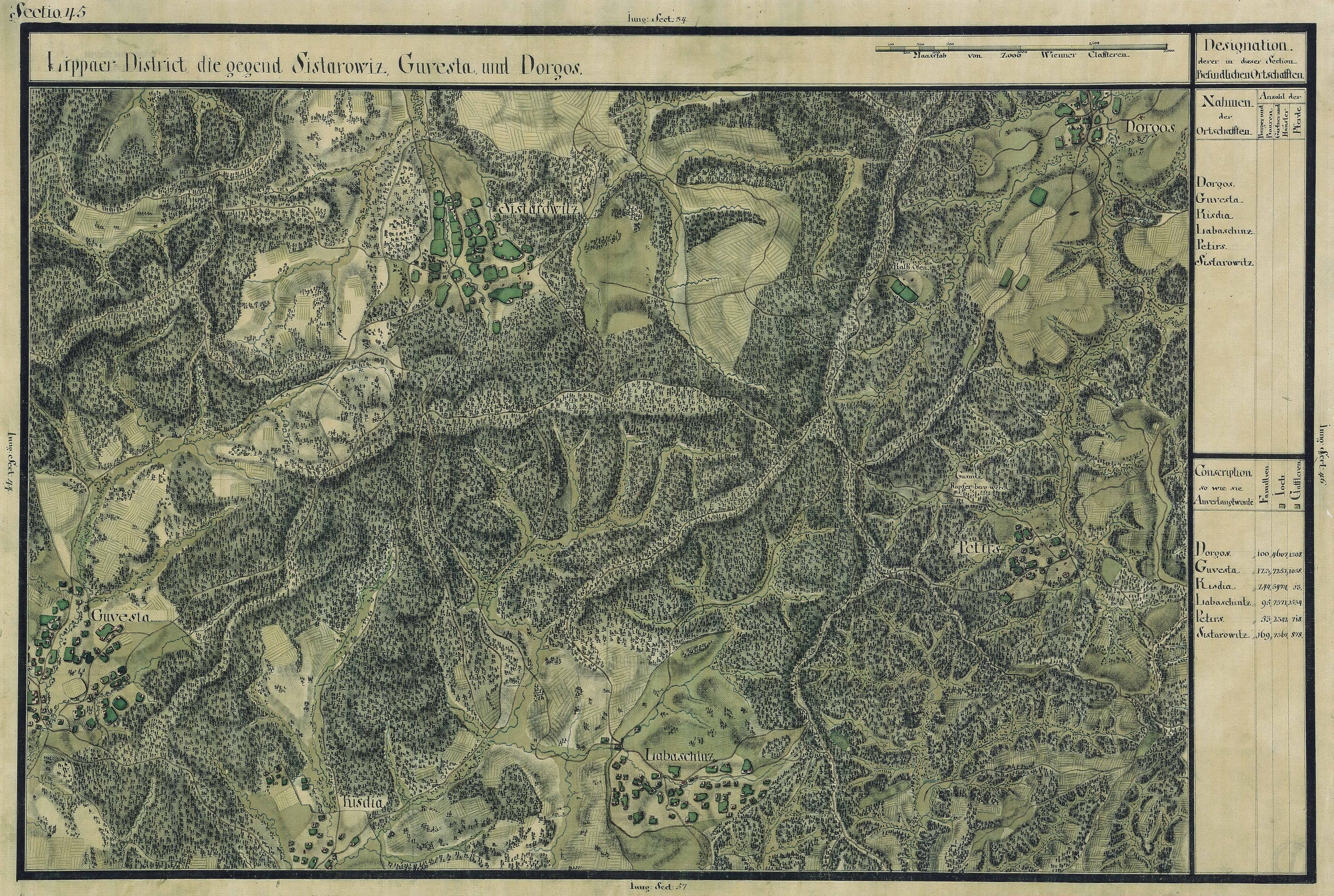
Pătârș în Harta Iosefină a Banatului, 1769-72